# Flughafen Mactan-Cebu

i7
i11
i13
Der Flughafen Mactan-Cebu (englisch Mactan-Cebu International Airport, Filipino Paliparang Pandaigdig ng Mactan-Cebu, IATA-Code: CEB, ICAO-Code: RPVM) ist ein internationaler Flughafen in der Region Visayas in den Philippinen. Er befindet sich in Lapu-Lapu City auf Mactan östlich der Insel Cebu.

## Flughafeninfrastruktur
Der Flughafen besteht aus einem Terminal. Der internationale Teil wurde 1997 durch Japans ODA (Official Development Assistance) errichtet. Die asphaltierte Start- bzw. Landebahn hat eine Länge von 3300 m und befindet sich auf 11 m über dem Meeresspiegel. Die Einrichtungen sind auch für das Flugzeug Boeing 747 ausgerichtet.
Der in den 1960er Jahren erbaute Flughafen mit einer Fläche von 10,56 km² hat nach dem Flughafen Manila (Ninoy Aquino International) die meisten Flugbewegungen der philippinischen Flughäfen aufzuweisen. Dieser ist circa 600 km entfernt. Flughafenbetreiber ist GMR Megawide Corporation, die den Flughafen für 25 Jahre laut Vertragsvereinbarung betreiben und ausweiten soll.

## Fluggesellschaften und Ziele

### Terminal 1 (nationale Flüge)
- Cebu Pacific (Bacolod, Butuan, Cagayan de Oro, Camiguin, Caticlan-Boracay, Clark, Coron-Busuanga, Davao, Dipolog, Dumaguete, General Santos, Iloilo, Legazpi, Manila, Masbate, Ozamiz, Pagadian, Puerto Princesa, Siargao, Surigao, Tacloban, Zamboanga)
- Philippine Airlines (Cagayan, Clark, Davao, Dipolog, Manila)[3]
- PAL Express (Bacolod, Butuan, Cagayan de Oro, Clark, Davao, General Santos, Iloilo, Kalibo, Legazpi, Ozamiz, Pagadian, Puerto Princesa, Surigao, Tacloban, Zamboanga)[3]
- Tigerair Philippines (Cotabato, Malay, Mambajao, Manila-Clark, Siargao, Tagbilaran)

### Terminal 2 (internationale Flüge)
- Asiana Airlines (Seoul-Incheon)[4]
- Cathay Pacific (Hong Kong)[5]
- Cebu Pacific (Bangkok, Busan, Hong Kong, Seoul-Incheon, Kuala Lumpur, Singapur)
- China Airlines (Taipei, Aufnahme Oktober 2020)[6]
- China Eastern Airlines (Shanghai-Pudong)[7]
- China Southern Airlines (Guangzhou)[8]
- Condor Flugdienst (Frankfurt am Main)[9]
- Emirates (Dubai)[10]
- Eurowings (Düsseldorf)
- Eva Air (Taipei)[11]
- Jin Air (Seoul)[12]
- Jeju Air (Busan, Daegu, Muan, Seoul-Incheon)[13]
- Korean Air (Seoul-Incheon)[14]
- Mandarin Airlines (Taipei-Taiwan Taoyuan)
- Pan Pacific Airlines (Seoul)
- Philippine Airlines (Bangkok–Suvarnabhumi, Los Angeles (Wiederaufnahme Oktober 2020), Nagoya–Centrair, Osaka–Kansai, Seoul–Incheon, Tokio–Narita)[15]
- Qatar Airways (Doha)[16]
- Tiger Airways (Singapur)
- Silk Air (Singapur, Davao)[17]
- Starlux Airlines (Taipei)
- Scoot (Singapur)
- Turkish Airlines (Istanbul)
- T’way Airlines (Taipei)[18]
- World2fly (Lisbonne)
- Xiamen Airlines (Chengdu, Quanzhou, Xiamen)[19]

## Flughafeneinrichtungen
Im internationalen Abflugbereich befindet sich nach der Zollkontrolle ein Shop mit zollfreier Einkaufsmöglichkeit. Dort ist auch ein Souvenirshop sowie ein Massagesalon untergebracht, der gegen Entgelt von jedem Reisenden genutzt werden kann. Im nationalen Abflugbereich befindet sich neben einer Mabuhay-Lounge der Philippine Airlines ein offener Restaurantbereich in der Abflughalle sowie ein Souvenirgeschäft. Abfliegende und ankommende Reisende können gegen Bezahlung die Einrichtungen des direkt neben dem Flughafengebäude gelegenen Waterfront Hotel benutzen, welches zu Fuß erreichbar ist. Dort befindet sich auch ein Spielcasino mit Roulette, Bakkarat, Poker, Black Jack und Slot-Machines.
Flughafentaxis und Limousinenservice warten am Ausgang des Ankunftsbereiches. Taxis mit Taxameter stehen am Eingang zum Abflugbereich bereit. Außerdem stehen Wechselschalter, Geldautomaten, Geschäfte und einige einfache Restaurants zur Verfügung.
Der Flughafen Mactan-Cebu Airport hat 4 verschiedene Lounges. Jeweils in Terminal 1 und Terminal 2 die Mabuhay Business Lounge der Philippine Airlines und die Plaza Premium Lounge.

## Zwischenfälle
- Am 10. März 1952 streifte eine Douglas DC-3/C-47A-35-DL der Philippine Airlines (Luftfahrzeugkennzeichen PI-C5) beim Start vom Flughafen Mactan-Cebu das Dach eines Hauses und stürzte ab. Alle 3 Besatzungsmitglieder, die einzigen Insassen auf dem Frachtflug, kamen ums Leben.[22]

- Am 17. März 1957 riss an einer Douglas DC-3/C-47A-75-DL der philippinischen Luftwaffe (PhilAF 2100925) die Spindelantriebswelle des Vergasers am Triebwerk Nr. 2 (rechts). Dadurch kam es im Steigflug vom Flughafen Mactan-Cebu (Philippinen) aus zu einem Leistungsverlust; das Flugzeug flog in den Berg Manunggal, 35 Kilometer nordwestlich des Flughafens. Bei diesem CFIT (Controlled flight into terrain) wurden bis auf einen Passagier alle 26 Insassen getötet, fünf Besatzungsmitglieder und 22 Passagiere. Unter den Opfern auf dem Nachtflug war auch der Präsident des Landes, Ramon Magsaysay.[23]

- Am 22. Dezember 1960 fiel bei einer Douglas DC-3/C-47A-90-DL der Philippine Airlines (PI-C126) unmittelbar nach dem nächtlichen Abheben vom Flughafen Cebu-Lahug (Philippinen) das Triebwerk Nr. 1 (links) aus. Das Flugzeug stürzte am Ort Talamban ab, 2,5 Kilometer nordnordöstlich des Flughafens, und brannte aus. Von den 37 Insassen kamen 28 ums Leben, zwei Besatzungsmitglieder und 26 Passagiere.[24]

- Am 6. Juni 1965 brach an einer Douglas DC-6B der philippinischen Filipinas Orient Airways (PI-C950) beim Start auf dem Flughafen |Flughafen Cebu-Lahug das Fahrwerk zusammen. Alle Insassen überlebten den Unfall. Das Flugzeug wurde irreparabel beschädigt.[25]

- Am 28. Februar 1967 stürzte eine Fokker F-27 Friendship 100 der Philippine Airlines (PI-C501) im Anflug auf den Flughafen Mactan-Cebu 1,5 Kilometer vor der Landebahn ab. Grund war ein Kontrollverlust, der durch eine falsche Lastverteilung verursacht wurde, die den Schwerpunkt hinter die zulässige hintere Schwerpunktgrenze verlagert hatte. Von den 19 Insassen kamen 12 ums Leben, alle vier Besatzungsmitglieder und 8 Passagiere.[26]

- Am 7. August 1967 wurde eine Douglas C-124C Globemaster II der United States Air Force (USAF) (52-1012) auf der Mactan Air Base (Philippinen) irreparabel beschädigt. Nähere Einzelheiten sind derzeit nicht verfügbar. Über Personenschäden liegen keine Informationen vor.[27]

- Am 8. August 1972 kam es mit einer Lockheed Lodestar der US-amerikanischen American Philippine Indonesian Malaysian Enterprises (N666P) beim Start vom Flughafen Mactan-Cebu zu einem Ringelpiez. Dabei wurde das Flugzeug irreparabel beschädigt. Alle 12 Insassen, zwei Besatzungsmitglieder und 10 Passagiere, überlebten den Unfall.[28]

- Am 17. Juli 1977 fiel an einer NAMC YS-11A-301 der Philippine Airlines (RP-C1419) im Anflug auf den Flughafen Mactan-Cebu das Triebwerk Nr. 1 (links) aus. Das Flugzeug verlor an Höhe und musste notgewassert werden. Die Maschine versank in 5 Meter tiefem Wasser. Alle 25 Insassen, drei Besatzungsmitglieder und 22 Passagiere, überlebten den Unfall.[29]

- Am 23. Oktober 2022 verunglückte ein Airbus A330-300 der Korean Air (HL7525) bei der Landung auf dem internationalen Flughafen Mactan-Cebu. Nach zweimaligem Durchstarten rollte die Maschine hierbei 360 Meter über das Ende der 3310 Meter langen Landebahn hinaus. Mehrere Passagiere erlitten dabei leichte Verletzungen. Das Flugzeug wurde irreparabel beschädigt.[30][31][32]

## Flughafengebühr
Die vormals zu zahlende Terminalgebühr wird seit Anfang 2013 für nationale Flüge über das Flugticket abgerechnet. Somit entfällt die Barzahlung am Gate. Für internationale Flüge muss die Terminalgebühr weiterhin gegen Bargeld nach dem Check-In bezahlt werden. Nach der Eröffnung des Terminals 2 im Juli 2018 betrug die Gebühr 850 Pesos.